# Green Creek (King George Island)
Koordinaten: 62° 12′ S, 58° 27′ W
Der Green Creek (englisch; polnisch Zielony Potok ‚Grüner Bach‘) ist ein kleiner, Schmelzwasser führender Bach auf King George Island im Archipel der Südlichen Shetlandinseln. Er fließt vom Tower Glacier zur Sentry Cove.
Polnische Wissenschaftler benannten ihn 1981 nach den grünlichen Konglomeraten an den Ufern des Bachs.